# 289P/Blanpain
289P/Blanpain, o anche Cometa Blanpain, è una cometa periodica appartenente al gruppo della famiglia delle comete gioviane.

## Storia osservativa
La cometa fu scoperta il 28 novembre 1819 da Jean-Jacques Blanpain, allora direttore dell'osservatorio di Marsiglia, nella costellazione della Vergine. La cometa appariva nebulosa, ma non presentava alcuna coda. Analoga descrizione ne diede Jean-Louis Pons che la scoprì indipendentemente la notte del 5 dicembre da Marlia, vicino Lucca. La cometa fu osservata in seguito da Alexis Bouvard da Parigi, il 14 dicembre e nei giorni seguenti, da Pietro Caturegli dalla Specola di Bologna e, infine, da Francesco Carlini dall'osservatorio astronomico di Brera. L'osservazione di Carlini del 25 gennaio 1820 fu l'ultima ad essere registrata della cometa.
Johann Franz Encke calcolò un'orbita per la cometa, stimando che questa fosse transitata al perielio il 21 novembre e percorresse una traiettoria chiusa con periodo di 4,81 anni. I calcoli furono ripetuti e aggiornati da Irénée Lagarde dell'osservatorio di Parigi, che stimò il periodo orbitale in 5,10 anni e che il transito per il perielio fosse avvenuto il 20 novembre. Ad ogni modo, la cometa successivamente non fu più osservata e fu infine considerata perduta.
La cometa è stata ritrovata il 22 novembre 2003, quando fu scoperta come un oggetto con magnitudine 18,8 nell'ambito del Catalina Sky Survey. Furono anche individuate delle immagini di prescoperta del 25 ottobre 2003 acquisite nell'ambito del progetto di ricerca di oggetti near-Earth LONEOS. Dall'aspetto asteroidale, ricevette la designazione provvisoria 2003 WY25. Fu identificata come la perduta cometa Blanpain indipendentemente da Marco Micheli e Peter Jenniskens nel 2005; l'identificazione fu infine confermata da Brian Marsden.
La cometa Blanpain non era stata osservata per 34 passaggi al perielio, per 183 anni, e sia la scoperta, sia la riscoperta erano state favorite da passaggi ravvicinati alla Terra.
La cometa è stata riosservata nel 2013, individuata da Pan-STARRS, e ciò ha permesso di numerarla definitivamente.

## Caratteristiche fisiche
Questa cometa ha un diametro di circa 160 m e una massa stimata in 2×1010 kg - valori relativamente piccoli per una cometa; di conseguenza, 289P/Blanpain non riesce ad avere una elevata attività cometaria ed ha una magnitudine apparente molto bassa. Quando però eccezionalmente viene a trovarsi molto vicina alla Terra, ma subito oltre la sua orbita, può manifestare un incremento di diverse magnitudini in luminosità; è questa la situazione che si è verificata nel 2003.

## Parametri orbitali
La cometa completa un'orbita attorno al Sole in 5,31 anni. Il perielio è interno all'orbita della Terra, ad una distanza di 0,954 au dalla stella; l'afelio è prossimo all'orbita di Giove, a 5,133 au. L'orbita, inclinata di circa 6° rispetto al piano dell'eclittica, ha un'eccentricità mediamente elevata.
Con una MOID con Giove di 0,216775 au, la cometa ha incontri relativamente frequenti col pianeta, che ne alterano l'orbita, determinando allontanamenti od avvicinamenti del perielio dal Sole. La cometa ha anche una MOID con l'orbita della Terra di 0,0164523 unità astronomiche (2 461 230 km). L'ultimo passaggio ravvicinato alla Terra è avvenuto l'11 gennaio 2020.

## Sciame meteorico
Poiché la cometa e la Terra transitano periodicamente per posizioni molto vicine tra loro (come indica il valore della MOID), il pianeta potrebbe trovarsi ad attraversare la nube composta dalle particelle espulse dalla cometa durante il suo periodo di attività in prossimità del Sole; in alternativa, uno sciame meteorico potrebbe originarsi da una frammentazione del nucleo. L'astronomo britannico Harold Bytham Ridley nel 1957 fu il primo a suggerire che la cometa potesse essere il corpo progenitore di uno sciame meteorico, le Fenicidi di dicembre: questo sciame, visibile solo dall'emisfero australe e dai tropici è stato scoperto a seguito della pioggia meteorica del 5 dicembre 1956. Peter Jenniskens ed Esko Lyytinen nel 2005 hanno anche loro correlato le Fenicidi con la Cometa Blanpain e avanzato l'ipotesi che l'episodio del 1956 sia stato determinato dalla frammentazione del suo nucleo cometario.